# فيليس ليفين
فيليس ليفين (بالإنجليزية: Phillis Levin)‏ (1955، باترسون في الولايات المتحدة)؛ كاتِبة وشاعرة أمريكية.

## الجوائز
- زمالة غوغنهايم